# Jasiona (Zdzieszowice)
Jasiona (deutsch Jeschona, auch Jaschiona, 1936–1945 Eschendorf) ist eine Ortschaft in Oberschlesien. Sie liegt in der Gemeinde Zdzieszowice (Deschowitz) im Powiat Krapkowicki (Landkreis Krappitz) in der Woiwodschaft Oppeln.

## Geographie

### Geographische Lage
Das Straßendorf Jasiona liegt fünf Kilometer nordwestlich vom Gemeindesitz Zdzieszowice (Deschowitz), 13 Kilometer östlich von der Kreisstadt Krapkowice (Krappitz) und 37 Kilometer südöstlich von der Woiwodschaftshauptstadt Opole (Oppeln). Der Ort liegt in der Nizina Śląska (Schlesische Tiefebene) innerhalb der Kotlina Raciborska (Ratiborer Becken) hin zur Chełm (Chelm). Das Dorf liegt zum Teil im Landschaftsschutzgebiet Park Krajobrazowy Góra Świętej Anny. Jasiona liegt am Bach Jasionna.

### Nachbarorte
Nachbarorte von Januszkowice sind im Norden Sakrau (poln. Zakrzów ), im Osten Oleszka (Oleschka) und im Südosten Żyrowa (Zyrowa).

## Gemeinde
Zu dem Dorf gehören die Ortsteile Dobrzęcice,  Kolonia und Obora.

## Geschichte

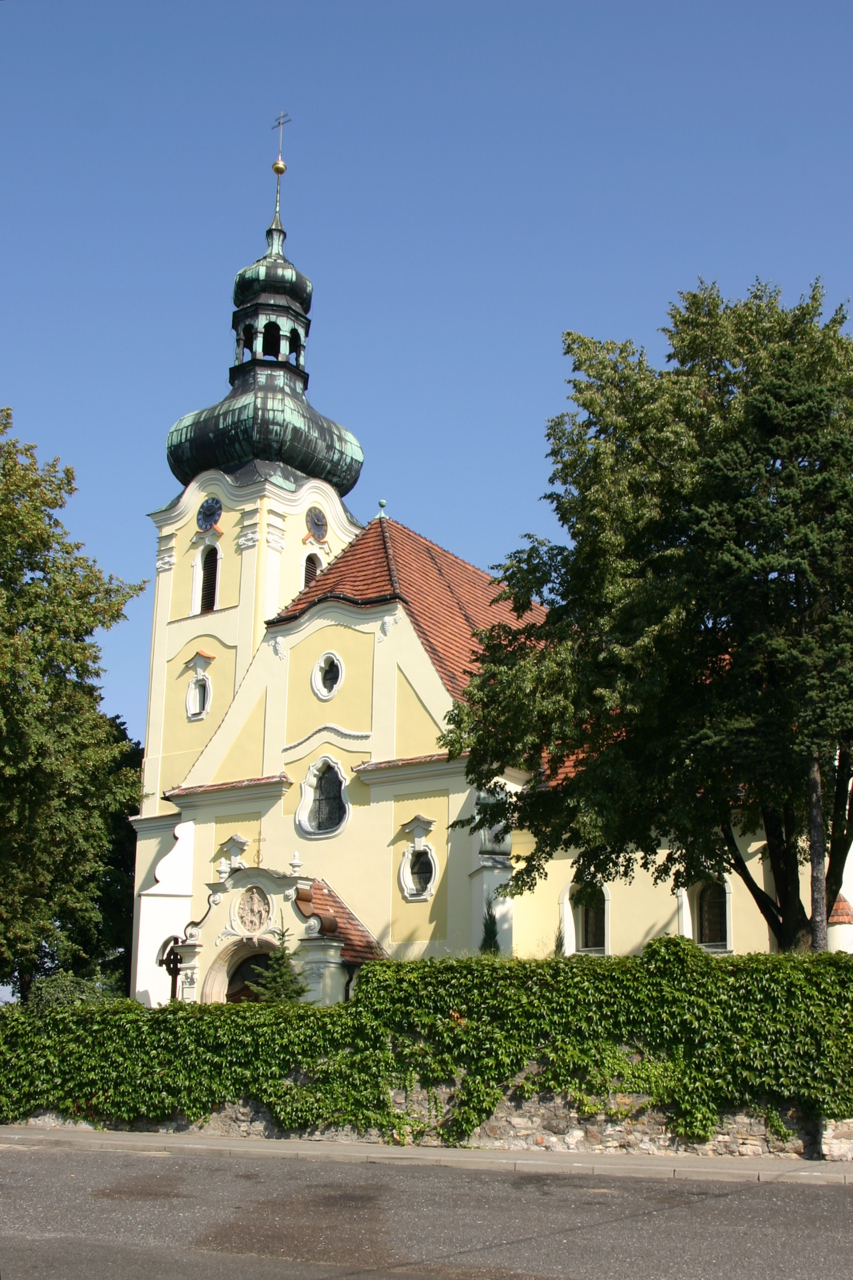
Maria-Magdalenen-Kirche

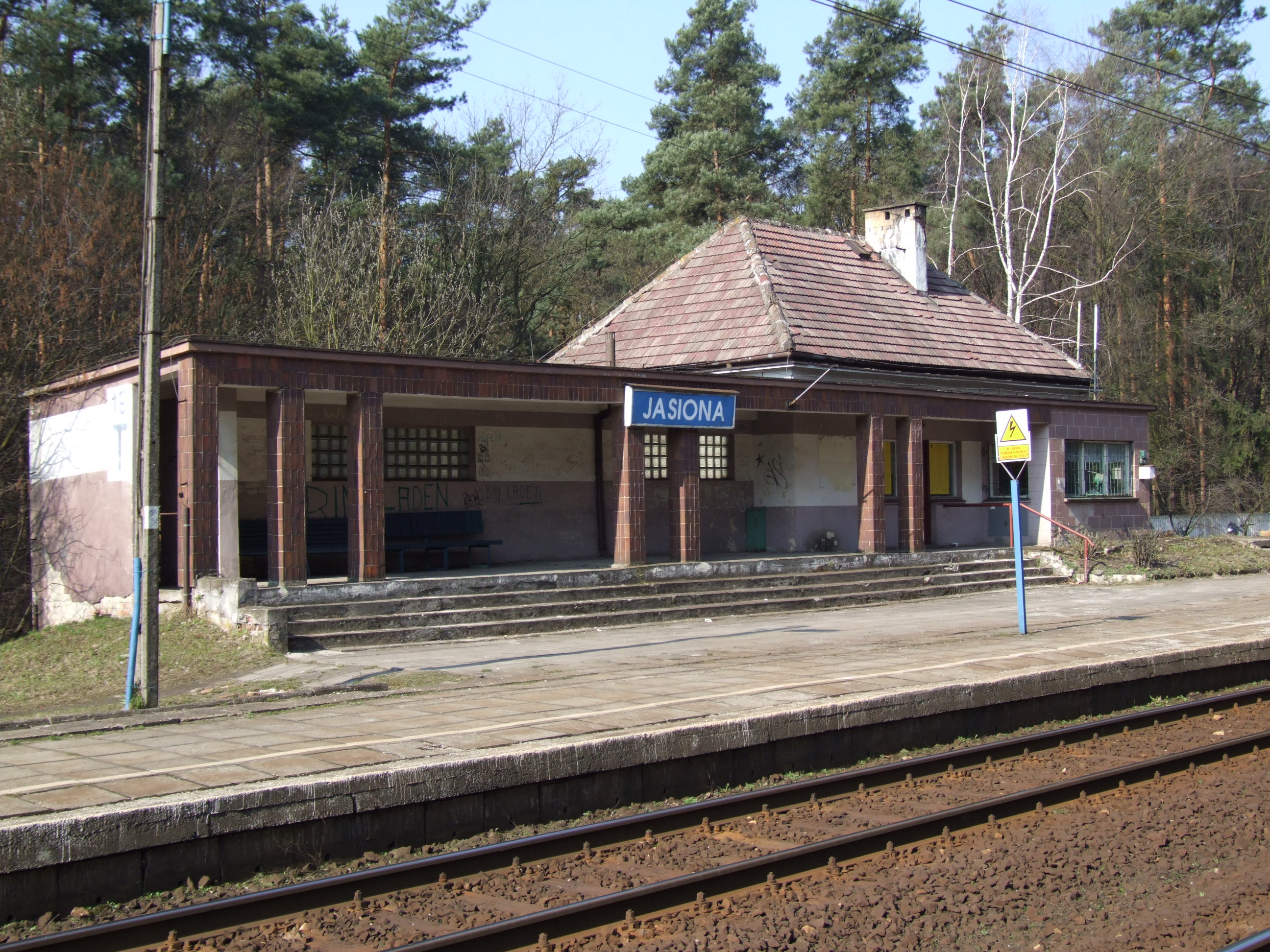
Bahnhof Jasiona

Der Ort entstand spätestens im 13. Jahrhundert und wurde 1285 erstmals urkundlich als Jassona erwähnt. Der Ortsname soll sich von der Baumgattung Esche ableiten. Im 14. Jahrhundert wurde im Ort eine erste Kirche errichtet. 1436 erfolgte eine Erwähnung als Jassona.
Nach dem Ersten Schlesischen Krieg 1742 fiel Jeschona mit dem größten Teil Schlesiens an Preußen. Der Ort wurde 1783 im Buch Beyträge zur Beschreibung von Schlesien als Jaschiona und Jeschina erwähnt und lag im Kreis Groß Strehlitz des Fürstentums Oppeln. Der Ort zählte 120 Einwohner, ein Vorwerk, eine Mühle, eine katholische Kirche, eine Schule, elf Bauern, sieben Gärtner und vier Häusler.
Nach der Neuorganisation der Provinz Schlesien gehörte die Landgemeinde Jeschona ab 1816 zum Landkreis Groß Strehlitz im Regierungsbezirk Oppeln. 1845 bestanden im Dorf ein Vorwerk, eine katholische Pfarrkirche, zwei Wassermühlen und 31 Häuser. Im gleichen Jahr lebten in Jeschona 250 Menschen, allesamt katholisch. 1865 hatte Jeschiona 16 Bauern, acht Gärtner, 13 Häusler, sowie eine katholische Kirche und eine katholische Schule. 1874 wurde der Amtsbezirk Zyrowa gegründet, welcher die Landgemeinden Jeschona, Krempa, Oleschka und Zyrowa und die Gutsbezirke Dallnie, Dallnie Vorwerk, Jeschiona und Zyrowa umfasste.
Bei der Volksabstimmung in Oberschlesien am 20. März 1921 stimmten im Ort 122 Wahlberechtigte für einen Verbleib Oberschlesiens bei Deutschland und 216 für eine Zugehörigkeit zu Polen. Jeschona verblieb nach der Teilung Oberschlesiens beim Deutschen Reich. 1933 lebten im Ort 517 Einwohner. 1936 wurde der Ort im Zuge einer Welle von Ortsumbenennungen der NS-Zeit in Eschendorf umbenannt. 1939 hatte Eschendorf 562 Einwohner. Bis 1945 befand sich der Ort im Landkreis Groß Strehlitz.
1945 kam der bis dahin deutsche Ort unter polnische Verwaltung und wurde anschließend der Woiwodschaft Schlesien angeschlossen und ins polnische Jasiona umbenannt. 1950 kam der Ort zur Woiwodschaft Oppeln. 1999 kam der Ort zum wiedergegründeten Powiat Krapkowicki.

## Sehenswürdigkeiten

### Maria-Magdalenen-Kirche
Denkmalgeschützte Objekte sind:
- Die römisch-katholische Maria-Magdalenen-Kirche (poln. Kościół św. Marii Magdaleny) wurde 1911 im neobarocken Stil errichtet. Der Vorgängerbau aus dem 13. Jahrhundert wurde zuvor bis auf den Chor abgerissen.[8] Die Kirche steht seit 2010 unter Denkmalschutz.[9]

- Das Sammelgrab polnisch-schlesischer Aufständischer auf dem katholischen Friedhof

### Weitere Sehenswürdigkeiten
- Marienkapelle, Wegkapelle mit Marienbild
- St.-Theresa-Kapelle, Wegkapelle
- Empfangsgebäude Bahnhof Jasiona
- Wegkreuze

## Verkehr
Der südwestlich des Ortskern gelegene Bahnhof Jasiona, liegt an der Bahnstrecke Kędzierzyn-Koźle–Opole. Nördlich des Dorfes verläuft die Autostrada A4.